# Poppenreuth (Münchberg)
Poppenreuth ist ein Gemeindeteil der Stadt Münchberg im Landkreis Hof (Oberfranken, Bayern). Die Gemarkung Poppenreuth liegt teils im Gemeindegebiet von Münchberg, teils im Gemeindegebiet von Konradsreuth. Sie hat eine Fläche von 10,280 km² und ist in 1337 Flurstücke aufgeteilt, die eine durchschnittliche Fläche von 7688,87 m² haben. In ihr liegen neben dem namensgebenden Ort die Gemeindeteile Ahornis, Ahornis-Kuppel, Ahornismühle, Einzeln bei Ahornis, Hildbrandsgrün, Maxreuth, Neuhaus, Neutheilung, Pulschnitzberg, Ruppes, Schneidersgrün, Wäldlein und Ziegenrück. Zum Gemeindeteil Poppenreuth zählen die Einöden Einzel, Mittelpoppenreuth, Oberpoppenreuth und Poppenreuther Mühle.

## Geografie
Westlich des Dorfes steigt das Gelände zum Poppenreuther Berg (615 m ü. NHN) an. Im Süden wird der Ort von der Bahnstrecke Bamberg–Hof tangiert, noch etwas weiter südlich fließt die Pulschnitz, im Norden von der Bundesstraße 289, die die Bundesautobahn 9 unterquerend nach Münchberg (3,5 km südöstlich) bzw. nach Pulschnitzerberg verläuft (2 km westlich). Eine Gemeindeverbindungsstraße führt nach Plösen (1,8 km südlich). Am westlichen Ortsrand stehen zwei Buchen, die als Naturdenkmal ausgezeichnet sind.

## Geschichte
Im Jahr 1373 erwarb der Nürnberger Burggraf Friedrich V. von den Brüdern Friedrich, Erhard und Babo von Sparneck u. a. Güter in Poppenreuth.
Gegen Ende des 18. Jahrhunderts bestand Poppenreuth aus 19 Anwesen. Die Hochgerichtsbarkeit sowie die Dorf- und Gemeindeherrschaft stand dem bayreuthischen Stadtrichteramt Münchberg zu. Grundherren waren
- die Gemeinde: 1 Tropfhaus;
- das Kastenamt Münchberg: 1 Halbhof, 1 Dreiachtelhof, 6 Tropfhäuser;
- das Kastenamt Stockenroth: 1 Halbhof;
- die Hofkanzlei Bayreuth: 1 Mühle, 1 Viertelhof, 2 Sechsachtelhöfe, 1 Haus;
- die  Pfarrei Münchberg: 1 Halbhof;
- das vogtländische Rittergut Plösen: 1 Halbhof, 1 Achtelhof, 1 Tropfhaus.[7]

Von 1797 bis 1810 unterstand Poppenreuth dem Justiz- und Kammeramt Münchberg. Nachdem im Jahr 1810 das Königreich Bayern das Fürstentum Bayreuth käuflich erworben hatte, wurde der Ort bayerisch. Infolge des Ersten Gemeindeedikts wurde Poppenreuth dem 1812 gebildeten Steuerdistrikt Wüstenselbitz und der zugleich entstanden Ruralgemeinde Wüstenselbitz zugewiesen. 1848 wurde die Ruralgemeinde Poppenreuth gebildet. Zu dieser gehörten Ahornis, Ahornismühle, Einzeln bei Ahornis, Hildbrandsgrün, Maxreuth, Neuhaus, Neutheilung, Pulschnitzberg, Ruppes, Schneidersgrün, Wäldlein und Ziegenrück. Sie war in Verwaltung und Gerichtsbarkeit dem Landgericht Münchberg zugeordnet und in der Finanzverwaltung dem Rentamt Münchberg (1919 in Finanzamt Münchberg umbenannt). 1853 wurde auf dem Gemeindegebiet Kuppel gegründet, nach 1867 an die Gemeinde Sauerhof abgegeben. Ab 1862 gehörte Poppenreuth zum Bezirksamt Münchberg (1939 in Landkreis Münchberg umbenannt). Die Gerichtsbarkeit blieb beim Landgericht Münchberg (1879 in Amtsgericht Münchberg umgewandelt). Die Gemeinde Poppenreuth hatte 1964 eine Gebietsfläche von 10,296 km². Im Zuge der Gebietsreform in Bayern wurde die Gemeinde Poppenreuth am 1. Juli 1972 nach Münchberg eingemeindet und kam zum Landkreis Hof.
Im Ort befindet sich die Mittelschule Münchberg-Poppenreuth.

### Baudenkmäler
- Haus Nr. 28: Bahnwärterhäuschen[13]
- Eisenbahnbrücke[13]

ehemaliges Baudenkmal
- Haus Nr. 2: Wohnstallbau mit Frackdach. Erdgeschoss massiv, ein Balkon an der Ostseite bezeichnet „1733“. Das Obergeschoss aus Fachwerk mit Andreaskreuzen vermutlich jünger, jedoch noch 18. Jahrhundert. Giebel und Obergeschoss des Stallteiles verschalt.[14]

### Einwohnerentwicklung
Gemeinde Poppenreuth
| Jahr      | 1852   | 1855   | 1861   | 1867   | 1871   | 1875   | 1880   | 1885   | 1890   | 1895   | 1900   | 1905   | 1910   | 1919   | 1925   | 1933   | 1939   | 1946   | 1950   | 1952   | 1961  | 1970   |
| Einwohner | 927    | 993    | 986    | 1019   | 1138   | 1022   | 980    | 922    | 885    | 901    | 880    | 892    | 869    | 771    | 804    | 726    | 672    | 839    | 858    | 827    | 664   | 603    |
| Häuser    |        |        |        |        | 120    |        |        | 121    | 127    |        | 129    |        |        |        | 133    |        |        |        | 130    |        | 141   |        |
| Quelle    | [ 16 ] | [ 16 ] | [ 17 ] | [ 18 ] | [ 19 ] | [ 20 ] | [ 21 ] | [ 22 ] | [ 23 ] | [ 16 ] | [ 24 ] | [ 16 ] | [ 25 ] | [ 16 ] | [ 26 ] | [ 16 ] | [ 16 ] | [ 16 ] | [ 27 ] | [ 16 ] | [ 9 ] | [ 28 ] |

Ort Poppenreuth
| Jahr      | 001800 | 001812 | 001819 | 001861 | 001871 | 001885 | 001900 | 001925 | 001950 | 001961 | 001970 | 001987 |
| Einwohner | 89     | 128 *  | 117    | 199    | 288    | 190    | 177    | 203    | 224    | 190    | 154    | 123    |
| Häuser    | 19     | 21 *   |        |        |        | 26     | 27     | 29     | 35     | 31     |        | 35     |
| Quelle    | [ 29 ] | [ 8 ]  | [ 30 ] | [ 17 ] | [ 19 ] | [ 22 ] | [ 24 ] | [ 26 ] | [ 27 ] | [ 9 ]  | [ 28 ] | [ 1 ]  |

## Religion
Poppenreuth ist bis heute nach St. Peter und Paul (Münchberg) gepfarrt und seit der Reformation evangelisch-lutherisch geprägt.

## Bildergalerie

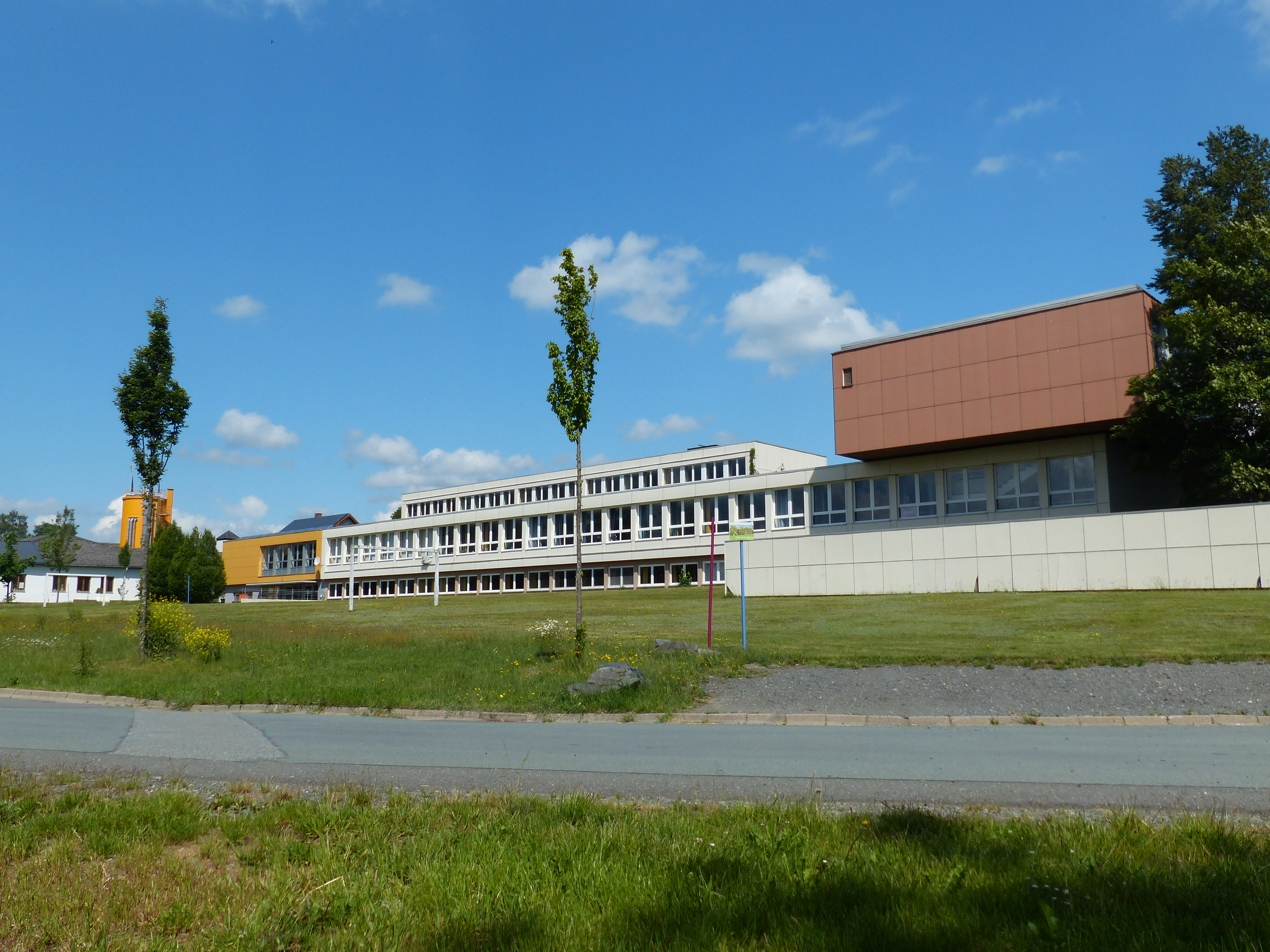
Schulzentrum
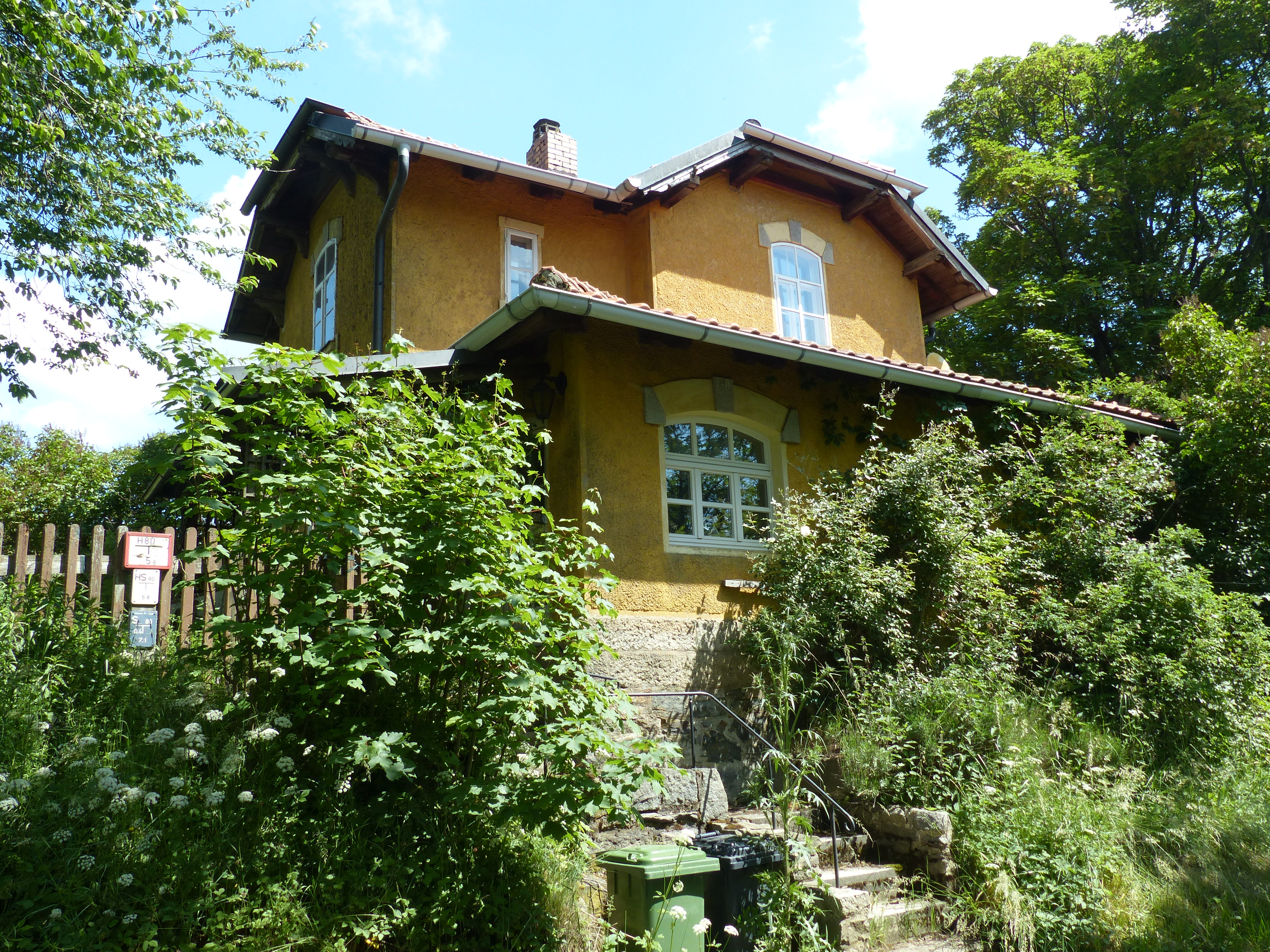
Altes Wohnhaus
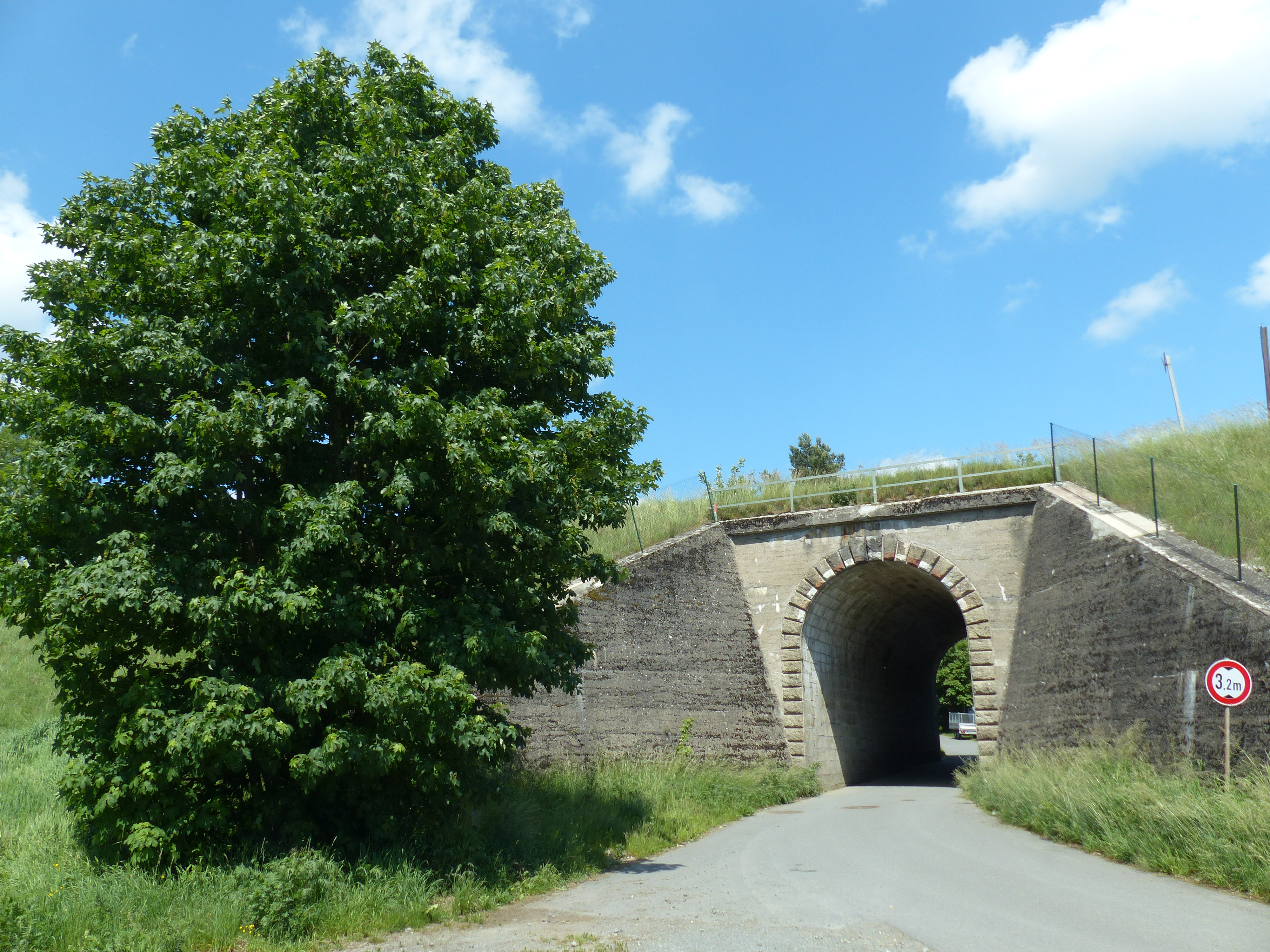
Eisenbahnunterführung
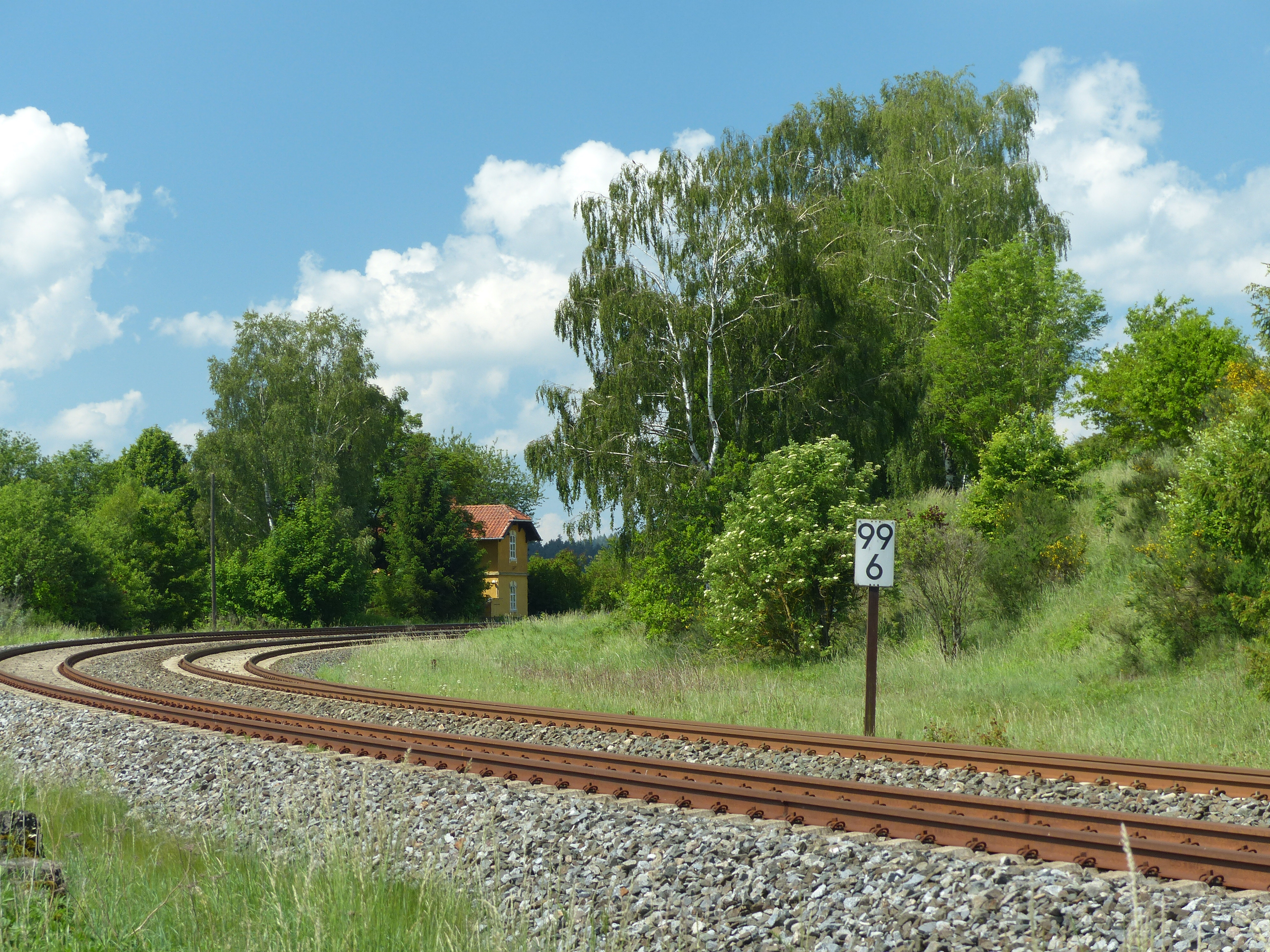
Bahnlinie Bamberg–Hof